# Аркас Захарій Андрійович
Заха́рій Андрі́йович Арка́с (Захарі́ас Арка́с, грец. Ζαχαρίας Αρκάς; 1793, Літохоро, Фессалія, Греція — 1866, Миколаїв) — генерал-лейтенант, археолог, історик. За походженням грек. З дворян. Син Андреаса Аркаса, старший брат М. А. Аркаса, дядько М. М. Аркаса (старшого).

## Біографія
У дитинстві привезений батьками греками-біженцями у Миколаїв. Отримавши класичну освіту від свого батька, викладача древніх мов та історії в Миколаєві, Захарій успадкував від нього любов до археології.
Навчався в штурманському училищі, після якого в 1816 вступив мічманом на флот. Воював у складі Чорноморського флоту в ході російсько-турецької війни 1828—1829 рр. Брав участь при взятті фортеці Варни в загоні контр-адмірала Скаловського в битві при Пендераклії і при спалюванні турецьких кораблів у румелійських берегів.
За станом здоров'я залишив стройову службу і оселився в м. Севастополі. Крім виконання морських посад, був головою севастопольського Статистичного комітету, інспектором севастопольського карантину, згодом будував, засновану за розпорядженням О. С. Грейга севастопольську морську офіцерську бібліотеку і був її директором. Перед облогою Севастополя він вивіз бібліотеку до Миколаєва.
Останні роки життя провів у Миколаєві, де і був похований у фамільному склепі Аркасів на старому міському кладовищі.

## Історичні та археологічні дослідження
Засновник і перший директор Херсонеського музею старожитностей. Проводив розкопки в Херсонесі.
Результати його археологічних досліджень друкувалися в «Записках Одеського товариства історії та старожитностей», членом якого Захарій Аркас був з 1846. Написав низку статей з історії Чорноморського флоту. Залишив цікаві спогади про російсько-турецькі війни і про дії флоту. Перу Захарія Аркаса належать праці: «Опис Іраклійського півострова та старожитностей його». «Історія Херсонеса», «Порівнювальна таблиця еллінських поселень по Евксінському Понту».

## Нагороди
Нагороджений орденами:
- Святого Володимира IV ступеня з бантом
- Святого Георгія IV ступеня
- Святої Анни II та III ступенів